# Michele Bartoli
Michele Bartoli, född 27 maj 1970 i Pisa, Italien, är en italiensk tidigare professionell tävlingscyklist. Han var en endagsspecialist och segrade två gånger i UCI:s världscup.
Bartoli är ansedd som en av de mest kompletta klassikercyklisterna under de senaste åren. Han vann kullerstenslopp som Flandern runt och Omloop "Het Volk" 1997 respektive 2001 samt backiga lopp som Liège-Bastogne-Liège 1997 och 1998, HEW Cyclassics 1997, Züri Metzgete 1998, Flèche Wallonne 1999 och Amstel Gold Race 2002. Han vann också Lombardiet runt 2002 och 2003. Bartoli tog 57 segrar under sin karriär.

## Karriär
Michele Bartoli började cykla seriöst som åttaåring. Han blev professionell 1992 med det San Marino-baserade stallet Mercatone Uno-Medeghini-Zucchini. Under sitt andra år som proffs vann Bartoli tre lopp. Under sitt tredje år vann han Flèche Brabançonne, GP Pino Cerami och etapp 13 i Giro d'Italia. År 1995 vann Bartoli Panne tredagars, slutade på pallen i Liege-Bastogne-Liege, slutade på fjärde plats i världsmästerskapen samt tog en nionde plats i Vuelta a España.
Inför säsongen 1996 flyttade Bartoli till Giancarlo Ferrettis stall MG-Technogym och året blev framgångsrik när han tog sin första klassikervinst i Flandern runt. Sammanlagt tog han nio segrar under säsongen, däribland GP de Fourmies och Giro dell'Emilia. I världscupen det året slutade han på tredje plats, vilket också blev hans placering i världsmästerskapen det året.
År 1997 var året när Michele Bartoli fick sitt stora genombrott, då han vann världscupen för första gången, plus sju andra segrar i bland annat Liège-Bastogne-Liège, Trofeo Melinda och Trofeo Laigueglia.
Inför 1998 undertecknade Bartoli ett kontrakt för stallet Asics. Bartoli vann världscupen 1998 efter en fin säsong där han vann Liège-Bastogne-Liège och Züri Metzgete. Han tog också segrar i GP de Gippingen, Panne tredagars, Giro di Romagna och en etapp i Giro d'Italia. Bartoli bar också Maglia Rosa under en etapp, vilket var enda gången i karriären som han bar Giro d'Italias rosa ledartröja. Michele Bartoli slutade trea i världsmästerskapens linjelopp 1998 efter Oscar Camenzind och Peter van Petegem.
När säsongen var över valde Bartoli att lämna Asics-stallet och gick vidare till Mapei, där han stannade mellan 1999 och 2001. Det började bra med segrar på Tirreno-Adriatico, Flèche Wallonne och Flèche Brabançonne, men en krasch i Tyskland runt förstörde nästan hans vänstra knä och han var tvungen att stå över resten av säsongen. Lagkamraten Paolo Bettini, som tidigare hjälpt Bartoli i olika lopp, vann Liège-Bastogne-Liège. Från den stunden krävde båda cyklisterna en ledande roll i Mapei-stallet. Även om de arbetade tillsammans på de olympiska spelen i Sydney, hade de två cyklisterna problem att samarbeta och ett år senare, i världsmästerskapen vägrade de att arbeta tillsammans, vilket bidrog till att spanjoren Óscar Freire kunde vinna VM-titeln.
Bartoli gjorde comeback efter kraschen i Tyskland runt och tog sin första seger i de italienska nationsmästerskapen och senare tog han hem segern i GP Ouest France-Plouay år 2000. Året därpå startade han säsongen starkt iklädd sin italienska mästartröja. Han vann Het Volk, slutade tvåai de italienska mästerskapen bakom Daniele Nardello och tog segern i GP Camaiore i august innan han lämnade Mapei i september för att på nytt cykla för ett av Giancarlo Ferrettis stall, Fassa Bortolo. Säsongen 2002 blev Bartolis stora återkomst efter knäskadan, under vilken han vann Tour Méditerranéen, en världscupseger i Amstel Gold Race och Giro dell'Emilia. Under hösten tog han även hem segrar i Milano-Turin och Lombardiet runt.
Bartoli upprepade segern i Lombardiet runt under 2003 och han tog också segern i Giro del Lazio, men när säsongen var över beslöt Fassa Bortolo för att inte fortsätta kontraktera italienaren och han flyttade därmed till det danska stallet Team CSC, där han dock inte skördade några större framgångar. I slutet av säsongen 2004 var Bartoli skadad och förstod att han inte längre skulle kunna vara konkurrenskraftig på grund av sina fysiska problem. Han hade varit skadad under större delen av säsongen och hade varit tvungen att kliva av Tour de France och han hade varken fått köra OS eller VM. I november 2004 valde Bartoli att avsluta sin cykelkarriär efter 14 år på grund av brist på motivation.
Ett noterbart undantag från hans segerlista är att han aldrig lyckades bli världsmästare trots flera försök.

## Privatliv
Bartoli är bror till Mauro Bartoli, som var professionell cyklist mellan 1999 och 2000. Under en kort period 1998 tävlade han också för Asics-C.G.A. som stagiaire ('lärling'). Michele Bartoli är också onkel till proffscyklisten Claudio Bartoli.

## Stall
- Mercatone Uno 1992–1994
- Saeco-Mercatone Uno 1995
- Maglificio MG-Technogym 1996–1997
- Asics-CGA 1998
- Mapei-QuickStep 1999–2001
- Fassa Bortolo 2002–2003
- Team CSC 2004